# Gymnocalycium robustum
Gymnocalycium robustum är en kaktusväxtart som beskrevs av R. Kiesling, O. Ferrari och Metzing. Gymnocalycium robustum ingår i släktet Gymnocalycium och familjen kaktusväxter. Inga underarter finns listade i Catalogue of Life.

## Bildgalleri

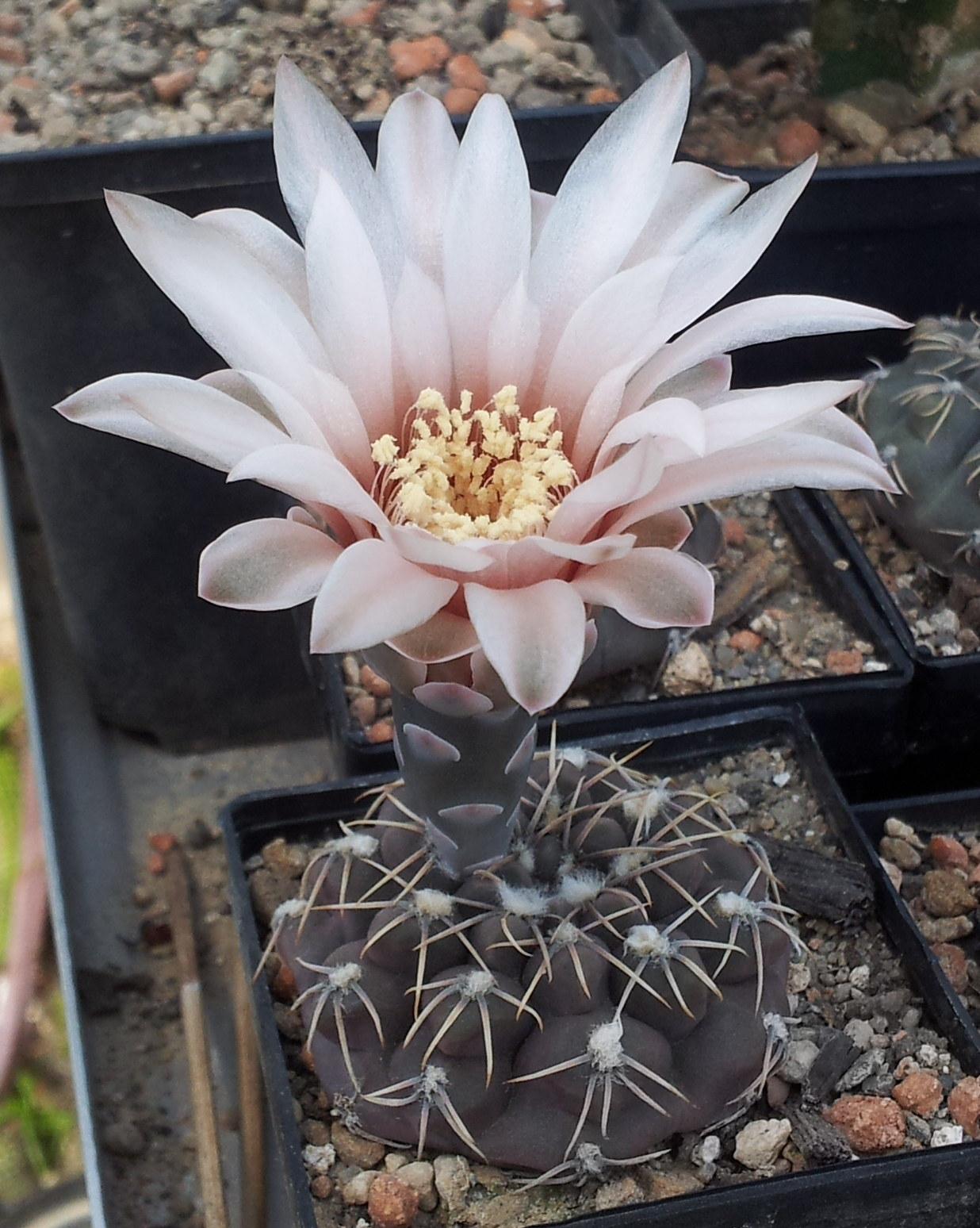